# La Rue-Saint-Pierre (Sena Marítimo)
 La Rue-Saint-Pierre  es una población y comuna francesa, en la región de Alta Normandía, departamento de Sena Marítimo, en el distrito de Rouen y cantón de Clères.

## Demografía
| 233 | 249 | 290 | 317 | 346 | 379 |
| Para los censos de 1962 a 1999 la población legal corresponde a la población sin duplicidades (Fuente: INSEE [Consultar]) |     |     |     |     |     |